# Peter Lichtenthal
Peter Lichtenthal, auch Pietro Lichtenthal, (geboren 10. März 1779 in Preßburg; gestorben 18. August 1853 in Mailand) war ein österreichischer Arzt, Musikschriftsteller, Komponist und Arrangeur.

## Leben
Peter Lichtenthal wurde als Wolfgang Mayer in einer jüdischen Familie in Pressburg geboren (Vater: Israel Mayer, Mutter: Hada). Er studierte ab 1798 Medizin (Dr. med. 1808) und Musik in Wien.
Im Jahr 1803 wurde er vom apostolischen Nuntius in Wien getauft und nahm den Namen Peter Lichtenthal an. 1804 wird er für ein Stipendiat vorgeschlagen (was allerdings erst am 16. November 1805 behandelt wird).
Im Jahre 1810 zog er aus gesundheitlichen Gründen nach Mailand und arbeitete als Zensor.  Nunmehr nannte er sich Pietro. Er war befreundet mit Carl Thomas Mozart, einem Sohn von Wolfgang Amadeus Mozart. Carl (Karl) Thomas Mozart lebte ebenfalls in Mailand. Lichtenthal war auch mit Constanze Mozart bekannt; das Mozarteum verwahrt einen gemeinsamen Brief von Constanze und Lichtenthal an Carl.
Auch mit Niccolò Paganini war Lichtenthal bekannt. Paganini diktierte ihm 1828 seine autobiographische Skizze.

## Werk
Lichtenthal setzte sich in Mailand für die Werke  W. A. Mozarts ein; er erstellte Bearbeitungen
- der Sinfonie Nr. 40 (g-moll), KV 550, für Streichquintett,
- der Sinfonie Nr. 41 (C-dur, „Jupiter“), KV 551, ebenfalls für Streichquintett, und
- des Requiems, KV 626, für Streichquartett.

Die Bearbeitung des Requiems ist in neuerer Zeit (um 2010) von mehreren Streichquartett-Ensembles aufgeführt worden. Lichtenthals zahlreiche eigene Kompositionen (einige sind W. A. Mozart oder Carl Th. Mozart gewidmet) sind weitgehend in Vergessenheit geraten.
Bekannter wurde Lichtenthal durch seine schriftstellerische Tätigkeit. Er schrieb
- ein Buch über die mögliche Heilwirkung der Musik[2] und leistete damit einen Beitrag zur Musiktherapie; weiter verfasste er
- eine kurze Biographie W. A. Mozarts[3] und
- ein Musiklexikon[4], das als Pionierleistung gilt. Es wurde ins Französische übersetzt (und ergänzt)[5]. Lichtenthals Vielseitigkeit zeigt sich darin, dass er auch
- einen Reiseführer für Italien[6] verfasste.